# 第一利根川船
第一利根川船(だいいちとねがわせん)は、日本海軍の運輸船。
艦名は利根川から採る。

## 概要
明治3年度工部省計画により横須賀造船所で建造された
木造外輪船。
元々は、利根川での使用を想定して建造された。
竣工時の船名は利根川丸
(第一利根川丸)。
竣工後は兵学寮の稽古船として使用され、
1875年に第一利根丸と改名した。
その後は横須賀造船所の所属となり、
1886年に除籍、売却された。

## 艦型
煙突1本の外輪船で、帆やマストは無い。
主機は斜置2気筒機械で、気筒の直径は53cm、行程は485mm。
ボイラーは汽車缶1基を装備し、蒸気圧力は最大5kg/cm2の記録があるという。
要目表の値は『横須賀海軍船廠史』、機関は『帝国海軍機関史』等によった。
その他の文献による要目は以下の通り。
- 『記録材料・海軍省報告書』:長さ131尺7(39.91m)、幅18尺44(5.59m)、深さ6尺9寸48(2.11m)、吃水3尺8(1.15m)、排水量170英トン、トン数64トン、75名馬力[4]
- 『帝国海軍機関史』:長さ134 ft 7 in (41.02 m)、幅18 ft 4 in (5.59 m)、排水量170英トン(『廃艦機関沿革』による)[7]
- 『近世帝国海軍史要』:排水量170英トン[18]
- 『日本近世造船史 明治時代』:トン数170トン、長さ134 ft (40.84 m)、幅18 ft (5.49 m)、75馬力[12]。

## 艦歴
1873年(明治6年)12月23日に竣工し、
12月24日に兵学寮所轄となり、
12月28日に引き渡された。
竣工時は利根川丸と呼称された。
『記録材料・海軍省報告書』によると第一利根川丸となっている。
1874年(明治7年)2月には艤装の変更が行われた。
以後は兵学寮と横須賀分校の往復などに使用された。
9月頃に修理を行い、10月から横須賀分校附属稽古船として使用され、
12月18日に練習艦(練習船)に指定された。
1875年(明治8年)10月27日、兵学寮所轄の第一利根川(船)は、第一利根丸 (第一利根川丸) と改称した。
。
1878年(明治11年)7月17日、第一利根丸は兵学校から横須賀造船所に所轄を変更、
7月20日に横須賀造船所へ引き渡された。
1879年(明治12年)9月29日から1880年(明治13年)2月27日までは横須賀造船所で修理を行った。
横須賀造船所で使用していた本船は元々利根川の航行を目的としていて吃水が浅く、曳船としては不便だった。
また第一横須賀丸も艦齢13年以上になり修理に多額の費用が掛かることが予想された。
このために横須賀造船所はこの2隻を売却し、その費用で新しい小蒸気船1隻を建造する計画を建てた。
1880年(明治13年)8月9日に横須賀造船所から2隻の売却が上申され、11月4日認許された。
1882年(明治15年)
2月6日に横須賀造船所は第一利根丸を東京府の川路寛堂に払い下げすることを許可したが、代金100,000円の支払いが無いため、3月1日横須賀造船所に船を戻した。
1883年(明治16年)
10月18日、第一利根丸を川路寛堂に7,250円で売却することを許可し、証拠金として400円が上納された。
しかしその後は前納金1,300円の納付のみで督促にも支払いが無く、1885年(明治18年)7月31日に契約を破棄、前納金を没収した。
1886年(明治19年)
9月3日に東京府の渡邊伊兵衛から第一利根丸の払い下げの出願が出され、12月1日に2,800円を完納、
12月11日除籍、
同日に引き渡された。